# Porsche 911
Porsche 911 luksuzni je športski coupe s dvama vratima kojeg proizvodi Porsche već 48 godina i trenutačno je u šestoj generaciji.
911 je jedan od najpoznatijih športskih automobila koji se još uvijek proizvode.

## Porsche 911
Iza kodnog imena 901 skrivala se prva generacija 911 modela. Nakon što je Peugeot prosvjedovao da on ima prava na to ime Porsche je promijenio ime u 911.
Prvi 911 proizvodio se od 1963. do 1989. godine te je za to vrijeme doživio razne nadogradnje i poboljšanja. Ovaj model prvi je automobil kojeg je Porsche razvio nakon 356 modela te je bio baziran na VW Bubi. 911 zamišljen je kao veći, jači i udobniji nasljednik 356 modela.

### Motori
Svi motori su zrakom hlađeni boxer motori sa 6 cilindara.
2,0 L 110 KS (81 kW)–170 KS (130 kW)
2,2 L 125 KS (92 kW)–180 KS (130 kW)
2,4 L 130 KS (96 kW)–190 KS (140 kW)
2,7 L 150 KS (110 kW)–210 KS (150 kW)
3,0 L 180 KS (130 kW)–204 KS (150 kW)
3,2 L 207 KS (152 kW)–231 KS (170 kW)
3,0 L Turbo 260 KS (190 kW)
3,3 L Turbo intercooled 300 KS (220 kW)

## Porsche 964
Nova generacija kodnog imena 964 je predstavljena 1989. godine. Osim malo promijenjenog i modernijeg izgleda, novine su automatski Tiptronic mjenjač s 4 brzine i pogon na sve kotače. 964 donosi preko 80% novih komponenti. Prvi model dostupan od 1989. bio je Carrera 4 model s pogonom na sve kotače, a godinu kasnije u ponudi je Carrera 2. Obje varijante su dostupne kao coupe, targa i kabriolet. Motori korišteni u 964 modelima su zrakom hlađeni boxer sa 6 cilindara obujma 3,6 i 3,8 litara.

## Porsche 993
Od kasne 1993. do prvog kvartala 1998. godine se proizvodila treća generacija 911 modela. Ovo je posljednja generacija s motorima hlađenim na zrak. Zbog cijene ovaj model koristi vrata, motore i mjenjače (samo za modele sa stražnjim pogonom) od 964 modela. No, aluminijski stražnji ovjes, veće disk kočnice, ispuh i ručni mjenjač sa 6 stupnjeva prijenosa su novi. 

## Porsche 996
1998. godine se dogodila prekretnica u svijetu 911 modela, novi 996 model ima motore hlađene vodom, značajniju razliku dizajna, a posebno dizajna unutrašnjosti. Ovaj model ne koristi ništa od prošlog, već je sve novo. Novi motori su ostali u boxer konfiguraciji, imaju 6 cilindara i obujam od 3,4 i 3,6 litara. Model 966 uz stražnji pogon također ima pogon na sve kotače.

### Specifikacije
| Model                    | Snaga (KS) @ o/min, Motor | 0-100 km/h (s) | Max brzina (km/h) |
| ------------------------ | ------------------------- | -------------- | ----------------- |
| 911 Carrera              | 320 @ 6800 rpm, 3,6L      | 4,9 s          | 286               |
| 911 Carrera 4            | 320 @ 6800 rpm, 3,6L      | 5,1 s          | 285               |
| 911 Carrera 4S           | 320 @ 6800 rpm, 3,6L      | 5,0 s          | 280               |
| 911 "40 Jahre"           | 345 @ 6800 rpm, 3,6 L     | 4,8 s          | 290               |
| 911 Targa                | 320 @ 6800 rpm, 3,6L      | 5,2 s          | 280               |
| 911 Turbo                | 420 @ 6000 rpm, 3,6L      | 4,2 s          | 304               |
| 911 Turbo X50            | 450 @ 6000 rpm, 3,6L      | 4,0 s          | 308               |
| 911 Turbo S              | 450 @ 6000 rpm, 3,6L      | 3,9 s          | 310               |
| 911 GT3                  | 380 @ 7400 rpm, 3,6L      | 4,5 s          | 305               |
| 911 GT3 RS               | 400 @ 7400 rpm, 3,6L      | 4,4 s          | 305               |
| 911 GT2                  | 483 @ 5700 rpm, 3,6L      | 3,7 s          | 309               |
| 911 Turbo Cabriolet      | 420 @ 6000 rpm, 3,6L      | 4,4 s          | 301               |
| 911 Turbo X50 Cabriolet  | 450 @ 6000 rpm, 3,6L      | 4,2 s          | 304               |
| 911 Turbo S Cabriolet    | 450 @ 6000 rpm, 3,6L      | 4,1 s          | 304               |
| 911 Carrera Cabriolet    | 320 @ 6800 rpm, 3,6L      | 5,1 s          | 283               |
| 911 Carrera 4 Cabriolet  | 320 @ 6800 rpm, 3,6L      | 5,2 s          | 282               |
| 911 Carrera 4S Cabriolet | 320 @ 6800 rpm, 3,6L      | 5,4 s          | 277               |

Sve specifikacije su za faceliftane modele za EU tržište.

## Porsche 997
Model 997 proizvodio se od 2005. do 2011. godine. Ovaj model se opet vraća na evolucijski dizajn, tako da nema prevelike razlike u odnosu na prethodnika. Uz preneseni 3,6 litreni boxer iz prethodne generacije, novi 3,8 boxer je pokretao Carrera S model. Uz standardni ručni mjenjač sa 6 brzina i automatski s 5 brzina, od 2009. je dostupan i novi PDK s dva kvačila i 7 brzina. Ova generacija je dostupna kao coupe, targa i kabriolet. 2009. godine Porsche je napravio redizajn u kojem su uz blage promjene izgleda nadograđeni ovjes, svjetla, motori, mjenjači i još dovoljno stvari da ga Porsche nazove 997 Gen II.

### Motori
Motori prije facelifta 2009. godine.
| Model                                                       | Motor                       | Snaga, okretni moment@o/min                                  |
| ----------------------------------------------------------- | --------------------------- | ------------------------------------------------------------ |
| Carrera, Carrera 4, Targa 4                                 | 3596 ccm boxer 6            | 325 KS @6800, 370 Nm @4250                                   |
| Carrera S, Carrera 4S, Targa 4S                             | 3824 ccm boxer 6            | 360 KS @6600, 400 Nm @4600                                   |
| Carrera S, Carrera 4S, Targa 4S sa X51 Powerkit; Club Coupe | 3824 ccm boxer 6            | 381 KS @7200, 415 Nm @5500                                   |
| GT3, GT3 RS                                                 | 3600 ccm boxer 6            | 415 KS @7600, 405 Nm @5500                                   |
| Turbo                                                       | 3600 ccm boxer 6 twin turbo | 480 KS @6000, 620 Nm @1950-5000 Overboost: 680 Nm @2100-4000 |
| GT2                                                         | 3600 ccm boxer 6 twin turbo | 530 KS@6500, 680 Nm @2200-4500                               |

Modeli s turbopunjačima imaju varijabilnu geometriju turbina.
Motori poslije facelifta 2009. godine.
| Model                                 | Motor                       | Snaga, okretni moment@o/min                                  |
| ------------------------------------- | --------------------------- | ------------------------------------------------------------ |
| Carrera, Carrera 4, Targa 4           | 3614 ccm boxer              | 345 KS @6500, 390 Nm @4400                                   |
| Carrera S, Carrera 4S, Targa 4S       | 3800 ccm boxer 6            | 385 KS @6500, 420 Nm @4400                                   |
| GT3                                   | 3797 ccm boxer 6            | 435 KS @7600, 430 Nm @6250                                   |
| GT3 RS, GT3 Cup                       | 3797 ccm boxer 6            | 450 KS @7900, 430 Nm @6750                                   |
| GT3 RS 4.0                            | 4000 ccm boxer 6            | 500 KS @8250, 460 Nm @5750                                   |
| Turbo, Turbo Cabriolet                | 3800 ccm boxer 6 Twin Turbo | 500 KS @6000, 651 Nm @1950-5000 overboost: 700 Nm @2100-4000 |
| Turbo S, Turbo S Cabriolet            | 3800 ccm boxer 6 Twin Turbo | 530 KS @6250-6750                                            |
| Sport Classic, Speedster, Carrera GTS | 3800 ccm boxer 6            | 408 KS @7300                                                 |
| GT2 RS                                | 3600 ccm boxer 6 Twin Turbo | 620 KS @6500                                                 |

### Performanse
| Model                | Ubrzanje (0–100 km/h) (s) | Ubrzanje (0–100 km/h) (s) | Ubrzanje (0–100 km/h) (s) | Max brzina       | Max brzina |
| -------------------- | ------------------------- | ------------------------- | ------------------------- | ---------------- | ---------- |
| Model                | ručni mjenjač             | PDK                       | PDK Sport+                | ručni mjenjač    | PDK        |
| Carrera              | 4,9                       | 4,7                       | 4,5                       | 289 km/h         | 287 km/h   |
| Carrera Cabriolet    | 5,1                       | 4,9                       | 4,7                       | 289 km/h         | 287 km/h   |
| Carrera 4            | 5,0                       | 4,8                       | 4,6                       | 284 km/h         | 282 km/h   |
| Carrera 4 Cabriolet  | 5,2                       | 5,0                       | 4,8                       | convert 284 km/h | 282 km/h   |
| Carrera S            | 4,7                       | 4,5                       | 4,3                       | 299 km/h         | 300 km/h   |
| Carrera S Cabriolet  | 4,9                       | 4,7                       | 4,5                       | 302 km/h         | 300 km/h   |
| Carrera 4S           | 4,7                       | 4,5                       | 4,3                       | 297 km/h         | 295 km/h   |
| Carrera 4S Cabriolet | 4,9                       | 4,7                       | 4,5                       | 297 km/h         | 295 km/h   |
| Carrera GTS          | 4,6                       | 4,4                       | 4,2                       | 306 km/h         | 304 km/h   |
| Carrera 4 GTS        | 4,6                       | 4,4                       | 4,2                       | -                | -          |
| Targa 4              | 5,2                       | 5,0                       | 4,8                       | 284 km/h         | 282 km/h   |
| Targa 4S             | 4,9                       | 4,7                       | 4,5                       | 297 km/h         | 295 km/h   |
| GT3                  | 4,1                       | -                         | -                         | 312 km/h         | -          |
| GT3 RS               | 4,0                       | -                         | -                         | 310 km/h         | -          |
| GT3 RS 4,0           | 4,0                       | -                         | -                         | 310.6 km/h       | -          |
| Turbo                | 3,7                       | 3,6                       | 3,4                       | 312 km/h         | 312 km/h   |
| Turbo Cabriolet      | 3,8                       | 3,7                       | 3,5                       | 312 km/h         | 312 km/h   |
| Turbo S              | -                         | -                         | 3,3                       | -                | 315 km/h   |
| Turbo S Cabriolet    | -                         | -                         | 3,4                       | -                | 315 km/h   |
| Sport Classic        | 4,6                       | -                         | -                         | 302 km/h         | -          |
| Speedster            | 4,6                       | 4,4                       | -                         | 305 km/h         |            |

### Težina i gume
| Model      | Težina (PDK +30 kg, Cabriolet +85 kg, lithium ion baterija -10 kg | Kotač/guma (sprijeda) | Kotač/guma (straga)   |
| ---------- | ----------------------------------------------------------------- | --------------------- | --------------------- |
| Carrera    | 1490 kg                                                           | 8x18in, 235/40ZR18    | 10.5x18in, 265/40ZR18 |
| Carrera 4  | 1545 kg                                                           | 8x19in, 235/35ZR19    | 11x19in, 295/30ZR19   |
| Carrera S  | 1500 kg                                                           | 8.5x19in, 235/35ZR19  | 11.5x19in, 305/35ZR19 |
| Carrera 4S | 1555 kg                                                           | 8x19in, 235/35ZR19    | 11x19in, 305/30ZR19   |
| Targa 4    | 1605 kg                                                           | 8x18in, 235/40ZR18    | 11x18in, 295/35ZR18   |
| Targa 4S   | 1615 kg                                                           | 8x19in, 235/35ZR19    | 11x19in, 305/30ZR19   |
| GT3        | 1395 kg                                                           | 8.5x19in 235/35ZR19   | 12x19in 305/30ZR19    |
| GT3 RS     | 1370 kg                                                           | 9x19in, 245/35ZR19    | 12x19in, 325/30ZR19   |
| GT3 Cup    | 1200 kg                                                           | 9.5x18in, 24/64-18    | 12x18in, 27/68-18     |
| 1400 Turbo | 1570 kg                                                           | 8.5x19in 235/35ZR19   | 11x19in, 305/30ZR19   |

## Porsche 991
Krajem 8 mjeseca 2011. Porsche je na internet stavio slike i informacije o novoj generaciji 911 modela. Službeno je predstavljen 15. rujna na Frankfurt motor show-u. Moglo ga se naručiti od 3. studenog, a prve recenzije su stigle krajem 11. mjeseca. Proizvodi se kao coupe i kabriolet.

### Razvoj i dizajn
Novi model izgleda manje različito od prošlog izvana dok je unutrašnjost potpuno promijenjena. Međuosovinski razmak je narastao za 100 mm, a cijela dužina auta za 56 milimetara. Novi motori dolaze sa start-stop sustavom i direktnim ubrizgavanjem goriva. Upravljač je elektromehanički, a povećan je razmak prednje osovine za 15 mm. Da bi se stražnji kotači pomakli 76 mm u odnosu na motor napravljeno je novo kardansko vratilo, što poboljšava raspodjelu težine i stabilnost u zavojima. Zbog korištenog jakog čelika, aluminija i kompozita, težina je smanjena za 45 kilograma.

### Motori
Za sada su u ponudi Carrera i Carrera S modeli. Carrera ima 3,4 litreni boxer sa 6 cilindara koji razvija 350 ks i 390 Nm. Carrera S ima 3,8 litreni boxer sa 6 cilindara koji razvija 400 ks i 440 Nm.

### Mjenjači
Standardni mjenjač je ručni sa 7 stupnjeva prijenosa, a opcijski je PDK mjenjač s dva kvačila i 7 brzina.

### Specifikacije
| Model                              | Motor            | Snaga, okretni moment@o/min | Prosječna potrošnja (l/100km) | Ubrzanje (0-100 kmh) (s) | Max brzina (km/h) | Težina (kg) |
| ---------------------------------- | ---------------- | --------------------------- | ----------------------------- | ------------------------ | ----------------- | ----------- |
| Carrera, ručni mjenjač             | 3436 ccm boxer 6 | 350 KS @7400, 390 Nm @5600  | 9,0                           | 4,8                      | 289               | 1455        |
| Carrera, PDK                       | 3436 ccm boxer 6 | 350 KS @7400, 390 Nm @5600  | 8,2                           | 4,6                      | 287               | 1475        |
| Carrera S, ručni mjenjač           | 3800 ccm boxer 6 | 400 KS @7400, 440 Nm @5600  | 9,5                           | 4,5                      | 304               | 1470        |
| Carrera S, PDK                     | 3800 ccm boxer 6 | 400 KS @7400, 440 Nm @5600  | 8,7                           | 4,3                      | 302               | 1490        |
| Carrera kabriolet, ručni mjenjač   | 3436 ccm boxer 6 | 350 KS @7400, 390 Nm @5600  | 9,2                           | 5,0                      | 286               | 1525        |
| Carrera kabriolet, PDK             | 3436 ccm boxer 6 | 350 KS @7400, 390 Nm @5600  | 8,4                           | 4,8                      | 284               | 1545        |
| Carrera S kabriolet, ručni mjenjač | 3800 ccm boxer 6 | 400 KS @7400, 440 Nm @5600  | 9,7                           | 4,7                      | 301               | 1540        |
| Carrera S kabriolet, PDK           | 3800 ccm boxer 6 | 400 KS @7400, 440 Nm @5600  | 8,9                           | 4,5                      | 299               | 1560        |